# Josef Zauner (Politiker)
Josef Zauner (* 26. September 1876 in Vöcklabruck; † 11. Januar 1967 ebenda) war ein österreichischer Politiker der Christlichsozialen Partei (CSP).

## Ausbildung und Beruf
Nach dem Besuch der Volks- und einer Staatsgewerbeschule lernte er die beiden Berufe Maurer und Zimmermann.

## Politische Funktionen
- Obmannstellvertreter des Gewerbebundes für Oberösterreich
- Bürgermeister von Vöcklabruck

## Politische Mandate
- 10. November 1920 bis 1. Oktober 1930: Abgeordneter zum Nationalrat (I., II. und III. Gesetzgebungsperiode), CSP